# Yamhill
Yamhill é uma cidade localizada no estado norte-americano de Oregon, no Condado de Yamhill.

## Demografia
Segundo o censo norte-americano de 2000, a sua população era de 794 habitantes.
Em 2006, foi estimada uma população de 843, um aumento de 49 (6.2%).

## Geografia
De acordo com o United States Census Bureau tem uma área de
1,0 km², dos quais 1,0 km² cobertos por terra e 0,0 km² cobertos por água.

## Localidades na vizinhança
O diagrama seguinte representa as localidades num raio de 16 km ao redor de Yamhill.